# Arturo Rojas de la Cámara
Arturo Rojas de la Cámara, que firmaba también como Rojas (Paterna, Valencia, 22 de diciembre de 1930-Valencia, 8 de enero de 2019), fue un historietista español adscrito a la Escuela Valenciana de cómic y que también trabajó para Editorial Bruguera.

## Biografía
La carrera artística de Rojas de la Cámara comienza en 1949, en las páginas del tebeo Jaimito de la Editorial Valenciana, donde crea la serie Cucharito, que contrasta con el tono general de la revista por su mayor dinamismo y violencia. Pronto abandonaría la editorial al no seguir las directrices de la dirección, que querían que imitara el estilo de los autores de la revista de la competencia TBO, como Benejam o Coll. 
Al abandonar Editorial Valenciana trabajó para el mercado del Reino Unido mediante la agencia barcelonesa Bardon Art y escribió novelas de bolsillo para Ediciones Toray. También fue en este momento cuando entraría por primera vez a trabajar en la Editorial Bruguera dibujando al personaje Don Fadrique durante un breve período.
Sin embargo, la aventura de Rojas fuera de la Editorial Valenciana duraría poco, ya que en los años 50 sería contratado de nuevo para crear en las páginas de revistas como Pumby o Jaimito la mayor parte de su trabajo, publicando aquí las páginas de sus personajes más recordados como el Eustaquio, el genio de la lámpara, Nabucodonosor y Pío o 7-7 cero a la izquierda. 
En los años 1970, se incorporó definitivamente a Bruguera, en un movimiento idéntico al de su compañero Sifré. Allí creó la serie Don Percebe y Basilio con el guionista Armando Matías Guiu para El DDT 182, tercera época, editado el 11 de enero de 1971. Dos años después, Montse Vives se haría cargo de los guiones hasta que en 1975 quedara a la total responsabilidad de Rojas. Este también dibujaría las series Angustio Vidal para Din Dan (muchas veces con guiones de Jaume Ribera) y Aníbal para Zipi y Zape.
Recientemente el ayuntamiento de Paterna decidió dedicarle una calle, y se le ha concedido el Premio Notario del Humor en la Universidad de Alicante.

## Obra
| Fecha | Título                                 | Guionista   | Publicación    | Editorial   |
| ----- | -------------------------------------- | ----------- | -------------- | ----------- |
| 1957  | Cucharito                              |             | Jaimito        | Valenciana  |
| 1957  | D. Poli                                |             | Jaimito        | Valenciana  |
| 1958  | D. Cleo                                |             | Jaimito        | Valenciana  |
| 1959  | Sir Gaslight Gadabout                  |             |                |             |
| 1959  | Gedeón y el genio Eustaquio            |             | Jaimito        | Valenciana  |
| 1960  | Centaurito                             |             | Pumby          | Valenciana  |
| 1961  | Aladino                                |             | Pumby          | Valenciana  |
| 1961  | Nabucodonosor y Pío, S. L.             |             | Jaimito        | Valenciana  |
| 1967  | 7-7, cero a la izquierda               |             | Jaimito        | Valenciana  |
| 1968  | Hippy Fardón                           |             | Trinca         |             |
| 1971  | Don Percebe y Basilio                  |             | DDT, Mortadelo | Bruguera    |
| 1988  | Marbelly Kasset, que vive de la jetset | Víctor Mora | TBO            | Ediciones B |